# Comarca de Teno
La comarca de Teno es una de las 11 en las que se divide la isla de Tenerife (Canarias, España).
Ocupa el extremo occidental de la isla. Sus límites coinciden con los del parque rural de Teno, comprendiendo por tanto parte de los municipios de Santiago del Teide, Buenavista del Norte, Los Silos y El Tanque.
Tiene una superficie de 7.990 hectáreas.